# Michael Basman
Michael John Basman (Londen, 16 maart 1946 – Carshalton, 26 oktober 2022) was een Engelse schaker, schaakauteur en Internationaal Meester (IM). Michael Basman staat vooral bekend om het gebruik van ongebruikelijke openingen zoals de naar hem vernoemde Basman-verdediging of Borg-verdediging.

## Carrière
- 1973: winnaar British Chess Championship-toernooi
- 1980: de International Master-titel.

Michael Basman heeft nooit de grootmeester-titel weten te bemachtigen. Zijn bekendheid komt dan ook vooral van zijn vele boeken over zelden gespeelde openingen, zoals de St. George verdediging 1.e4 a6, een variant van de Franse verdediging waarmee de Engelse grootmeester Tony Miles ooit de toenmalige wereldkampioen Anatoli Karpov versloeg. Ook de Grob-opening 1.g4 en The Creepy Crawly behoren tot zijn arsenaal . 
Basman overleed op 26 oktober 2022 aan alvleesklierkanker. Hij werd 76 jaar oud.

## Werk
- Michael Basman (1982). Play the St. George Defence. Pergamon chess openings. ISBN 0-08-029718-8.
- Michael Basman (1987). Chess Openings. Crowood. ISBN 0-946284-74-1.
- Michael Basman (1989). The Killer Grob. Pergamon chess openings. ISBN 0-08-037131-0.
- Michael Basman (1990). Batsford Chess Course. Batsford. ISBN 0020303777.
- Michael Basman (1992). A Batsford Second Chess Course. Batsford. ISBN 0-71-3464755.
- Michael Basman (1993). The New St. George. Cadogan Books. ISBN 1857440196.
- Michael Basman (2000). Super.Activ: Chess. HodderChildren's Books. ISBN 0340791624.
- Michael Basman (2006). Chess for Kids. DK Children. ISBN 0-75-6618-07X.